# Hans Jørgen Weinmann
Hans Jørgen Weinmann (ca. 1667 i København – 4. marts 1759) var en dansk officer.
Han var født i København og søn af en anset købmand, Evert Weinmann (d. 1715), senere formand for Stadens 32 mænd, og dennes 1. hustru, Margrethe Jochumsdatter. Hans Weinmann blev 1694 dømt fredløs for meddelagtighed i det kendte drab på dansemester Christoffer Lachmann; han gik så til de danske hjælpetropper i Nederlandene, tjente sig fra menig rytter op til adjudant og 1696 til løjtnant ved Claus von Sees rytterregiment. 1699 fik han frihed til at vende hjem til Danmark; året efter hvervede han et kompagni til det dragonregiment, Christian Rodsteen oprettede, blev kaptajn og 1702, efter at være fulgt med regimentet til Italien, major. Da det danske hjælpekorps i kejserens sold 1703 blev omordnet, blev Weinmann reduceret; han drog til Nederlandene, hvor han fik ansættelse ved den til det derværende danske hjælpekorps hørende 1. bataljon af Prins Georgs Regiment og steg til oberstløjtnant 1708, karakteriseret oberst 1711. Korpsets chef, hertug Carl Rudolph af Württemberg-Neuenstadt, roser ham som en dygtig officer, der ved alle lejligheder har «signaleret sin Valeur».
Efter hjemkomsten til Danmark blev Weinmann 1715 chef for fynske nationale Infanteriregiment og førte dette under Norges forsvar 1716-17. 1725 fik han med generalmajors karakter afsked på grund af svagelighed. En medvirkende grund hertil kan måske søges i hans huslige forhold. Weinmann var blevet gift 1. gang 1706 med Elisabeth Juliane f. Breuneck, 2. gang (i Flandern 1711) med Dorothea f. Rubens, en smuk og åndfuld, men meget letsindig, katolsk dame, der forlod ham; 1724 fik hun sit ægteskab erklæret ugyldigt i Brügge og giftede sig igen, med en fornem spansk diplomat.
Weinmanns svagelighed var kun forbigående. Han blev 1731 på ny ansat i Hæren som kommandant på Bergenhus, i hvilken stilling han i over 28 år førte en ret tilbagetrukken tilværelse. Han blev generalløjtnant 1746, hvid ridder 1747, general 1755 og døde 4. marts 1759, 92 år gammel. Han havde 1736 giftet sig 3. gang, med Sophie Amalie Tuchsen (1700-1775), datter af generalmajor Johan Friedrich Tuchsen.